# Claude Vissac
Pour les articles homonymes, voir Vissac (homonymie).
Claude Vissac, né le 13 juin 1943 à Paris et mort le 11 décembre 1995 dans la même ville, est un chef d'entreprise et homme politique français. Il a été maire de Sedan et député des Ardennes.

## Biographie
Diplômé de l'École centrale d'électronique de Paris, Claude Vissac a d'abord dirigé une PME vendéenne spécialisée dans l'électronique, Tronico Vendée, à Saint-Philbert-de-Bouaine. Il s'établit dans les Ardennes en 1985 lorsqu'il reprend une fabrique locale de rétro-projecteurs, alors en difficulté.
Il commence son implantation politique en 1989. A l'occasion des élections municipales, il conduit à Sedan une liste divers droite mais ouverte à des dissidents de gauche. Avec 43 voix d'avance, il prend la mairie aux socialistes qui la détenaient depuis 1971.
La même année, il figure à la 62e place, apparenté RPR, sur la liste nationale UDF-RPR emmenée par Valéry Giscard d'Estaing pour les élections européennes. Du fait de son positionnement, il n'est pas élu.
Fort de son nouvel ancrage local et escomptant recevoir le soutien des instances nationales du RPR, le maire de Sedan souhaite se présenter à la députation pour 1993. Cependant, l'UPF (la coalition électorale qui unit le RPR et l'UDF) investit un autre candidat, soutenu notamment par Jacques Sourdille, l'homme fort du RPR dans les Ardennes. Plutôt distant avec les tenants de la droite locale, Claude Vissac maintient sa candidature. Cette dissidence lui vaut d'entrer en conflit ouvert avec Sourdille, lequel s'en prend publiquement à sa gestion municipale. 
Claude Vissac se retrouve alors au premier tour face, entre autres, au candidat RPR-UDF dont le suppléant est son propre adjoint à la mairie. En dépit des divisions de la droite, il se qualifie au second tour et bat le socialiste Jean-Paul Bachy, député sortant. Une fois élu, il siège à l'assemblée avec le groupe RPR.
Les années suivantes, ses activités parlementaires puis des problèmes de santé l'éloignent souvent de Sedan. Élu en 1989 sur la promesse d'y faire revenir l'emploi, Vissac ne parvient toutefois pas à enrayer le phénomène de désindustrialisation qui touche la ville. Affaibli, il perd la mairie lors des municipales de juin 1995 au profit de Jean-Paul Bachy.
Il meurt le 11 décembre 1995 des suites d'un cancer. Jean-Luc Warsmann, son suppléant, lui succède à la députation de la 3e circonscription des Ardennes.

## Détail des fonctions et des mandats
Mandat municipal
- 1989 - 1995: maire de Sedan

Mandat parlementaire
- 28 mars 1993 - 11 décembre 1995 : député de la 3e circonscription des Ardennes